# Cer (montagne)
Pour les articles homonymes, voir CER.
Les monts Cer, en serbe cyrillique Цер, sont situés en Serbie, à 30 km de Šabac et à 100 km à l'ouest de Belgrade. Le point culminant de ces monts est à 687 m.
En août 1914, ils furent le théâtre d'une importante bataille au cours de laquelle le général serbe Stepa Stepanović remporta la victoire sur les troupes de l'Empire austro-hongrois. Ce fut la première victoire des alliés pendant la Première Guerre mondiale.
Les monts Cer constituent un lieu d'excursion apprécié des randonneurs.